# Bugs (Supernatural)
Bugs is de achtste aflevering van de televisieserie Supernatural, voor het eerst uitgezonden op de The WB Television Network op 8 november 2005. De aflevering is geschreven door Rachel Nave en Bill Coakley en geregisseerd door Kim Manners. De broers Sam en Dean gaan naar Oklahoma om een recente golf van sterfgevallen rond een nieuwbouwwijk te onderzoeken.

## Verhaallijn
Sam vindt een artikel over een mysterieus sterfgeval in Oasis Plains, Oklahoma, waar een werknemer bij een gasbedrijf, Dustin Burwash, overleden is als gevolg van een plotselinge degeneratie van de hersenen. De broers praten met zijn collega Travis, die erbij was toen het gebeurde. Hij beschrijft hoe Dustin in een gat lag en opeens begon te bloeden uit zijn ogen, oren en neus. Zij onderzoeken het gat, maar vinden alleen een paar dode kevers. 
Wanneer ze rondrijden komen ze bij een open huis waar een barbecue wordt gehouden. De broers komen daar Larry Pike, een van de verkopers, en Lynda Bloome, hoofd van verkoop tegen. Terwijl Sam met Lynda praat probeert Matt Pike, de zoon van Larry, haar te laten schrikken met een vogelspin. Echter, Sam onderschept de spin en leert dat Matt een grote insectencollectie heeft. Dean komt erachter dat een jaar geleden een van de inspecteurs is overleden aan bijensteken. Hij is ervan overtuigd dat de insecten door iemand worden bestuurd.
Die nacht, terwijl de jongens verblijven in een van de displaywoningen omdat Dean een stoomdouche wil proberen, wordt Lynda Bloome terwijl ze aan het douchen is aangevallen door een zwerm van spinnen. Ze sterft vervolgens als ze door de glazen deur valt. Wanneer Sam en Dean erachter komen dat zij dood is, breken ze in in haar huis en vinden daar tientallen dode spinnen. Ze spreken met Matt en hij brengt hen naar een plaats in het omliggende bos waar insecten lijken samen te komen. Ze gaan daar graven en vinden dan een menselijke schedel.
Op weg naar de afdeling antropologie aan de plaatselijke universiteit, vertelt Dean dat Sam het volkomen mis heeft wat betreft hun vader, en dat John trots was op Sam en dat hij in het geheim op Sam aan het passen was terwijl hij in Stanford was. De professor die ze bezoeken vertelt dat de botten ongeveer 170 jaar oud zijn en leidt hen naar het nabijgelegen Sapulpa. Hier spreken ze met Joe White Tree (Jimmy Herman), een lid van de Euchee Tribe. Hij vertelt hen een verhaal over hoe een stam in Oasis Plains werd afgeslacht door de cavalerie in zes dagen en terwijl het opperhoofd van de stam op sterven lag tijdens de 6de nacht, vervloekte hij het land. Sam en Dean beseffen dat dit de zesde nacht van de vloek is en dat Larry en zijn gezin in gevaar zijn. Ze komen aan bij het huis van de Pikes terwijl de hemel zwart ziet van zwermen insecten. Ze nemen de familie mee naar de zolder, waar termieten al door het plafond aan het eten zijn. Ze vechten terug en overleven het tot de zon opkomt en de insecten verdwijnen.
Larry belooft dat er niet op de grond zal worden gebouwd en de broers bereiden zich voor om te vertrekken. Terwijl ze weggaan, zegt Sam dat hij ernaar uit kijkt om zich te verontschuldigen tegenover zijn vader.

## Rolverdeling
| Acteur               | Personage       |
| -------------------- | --------------- |
| Jared Padalecki      | Sam Winchester  |
| Jensen Ackles        | Dean Winchester |
| Andrew Airlie        | Larry Pike      |
| Anne Marie DeLuise   | Joanie Pike     |
| Tyler Johnston       | Matt Pike       |
| Carrie Genzel        | Lynda Bloome    |
| Ryan Robbins         | Travis Wheeler  |
| Jimmy Herman         | Joe White Tree  |
| Michael Daingerfield | Dustin Burwash  |
| Jim Byrnes           | Professor       |

## Muziek
“Rock of Ages” van Def Leppard

“No One Like You” van Scorpions

“I Got More Bills Than I Got Pay” van Black Toast Music

“Poke In Tha Butt” van Extreme Music

“Medusa” van MasterSource